# اثر خستگی بر ایمنی

چرا ساعت سرویس مهم است: نموداری که رابطه بین تعداد ساعت رانندگی و درصد تصادف مربوط به خستگی راننده را نشان می‌دهد. منبع: اداره ایمنی حمل و نقل موتوری فدرال

خستگی یک نگرانی عمده ایمنی در بسیاری از زمینه‌ها است، به ویژه در ترابری، زیرا خستگی می‌تواند سبب حوادث فاجعه‌بار شود. خستگی یک پیش‌شرط درونی برای اعمال ناامنی در نظر گرفته می‌شود زیرا بر وضعیت داخلی اپراتور انسانی تأثیر منفی می‌گذارد. تحقیقات عموماً بر خلبانان، رانندگان کامیون و کارگران نوبت‌کاری متمرکز بوده‌است.